# دلار آلاباما
دلار آلاباما (به انگلیسی: Dollar) یک منطقهٔ مسکونی در ایالات متحده آمریکا است که در شهرستان کوسا، آلاباما واقع شده‌است. دلار آلاباما ۱۳۵٫۰۳ متر بالاتر از سطح دریا قرار دارد.